# Silene nuratavica
Silene nuratavica är en nejlikväxtart som beskrevs av Rudolf V. Kamelin. Silene nuratavica ingår i släktet glimmar, och familjen nejlikväxter. Inga underarter finns listade i Catalogue of Life.